# Donald X. Vaccarino
Donald X. Vaccarino (né en 1969) est un auteur de jeux de société américain. Deux de ses jeux ont remporté le Spiel des Jahres.

## Ludographie
- Dominion (2008 - vainqueur du Spiel des Jahres 2009 et du Deutscher Spiele Preis 2009) et ses extensions
- Kingdom Builder (2011 - vainqueur du Spiel des Jahres 2012) et ses extensions
- Nefarious (2011)
- Infiltration (2012)
- Moon Colony Bloodbath (2025)